# YPbPr
YPbPr — трёхмерное цветовое пространство, используемое в аналоговом компонентном видео для раздельной передачи сигналов яркости и цветности. 
YPbPr — аналоговая версия YСbСr; YPbPr — непрерывное пространство и используется в аналоговых системах, тогда как YСbСr — дискретно и предназначено для цифрового видео. 
В разговоре стандарт YPbPr обычно произносится как йиппер (англ. yipper).
Как правило, сигналы YPbPr передаются по трём коаксиальным кабелям, снабжённым разъёмами BNC или RCA. Набор разъёмов на передатчике или приёмнике для подключения этих кабелей обычно называют «компонентным разъёмом», однако это не совсем точно, поскольку есть и другие типы компонентного видео (например, RGB).
Некоторые видеокарты имеют порты Video In Video Out (VIVO), что позволяет выполнить соединение с другими устройствами через компонентный видеовыход / видеовход.

## Технические детали
YPbPr преобразован из видеосигнала RGB. Он сочетает в себе три компонента:
- Y — передаёт уровень яркости (далее luma), а также синхроимпульсы;
- Pb — передаёт разность между уровнем синего и luma (B — Y);
- Pr — передаёт разность между уровнем красного и luma (R — Y).

Передача уровня зелёного была бы избыточной, поскольку он может быть рассчитан из общей яркости и уровней синего и красного. Формула расчёта:
G = 1,704 × Y — 0,509 × R — 0,194 × B
Казалось бы, YPbPr не даёт никаких преимуществ по сравнению с RGB — в обоих форматах передаются три сигнала. Однако, следует помнить, что YPbPr возник благодаря цветному телевидению, которое нужно было сделать совместимым с чёрно-белым (то есть чтобы на цветном телевизоре можно было принимать чёрно-белый сигнал, а на чёрно-белом телевизоре — цветной, естественно, без цвета). Для этого в качестве одной из компонент телевизионного сигнала должна обязательно выступать яркость (Y), передающая чёрно-белую картинку. Цветность же в форматах NTSC, SECAM и PAL передавалась отдельно на специальных цветовых поднесущих частотах. Кроме того, поскольку разрешение человеческого глаза по цвету меньше, чем по яркости, цветовую чёткость делали в два раза меньше яркостной, что позволяло телевизионному сигналу занимать меньшую полосу.
Кабели YPbPr физически не отличаются от кабелей для передачи композитного видео и могут использоваться взаимозаменяемо. Это означает, что три коаксиальных кабеля с разъёмами RCA могут использоваться для передачи YPbPr.

## Преимущества YPbPr
Стандарт YPbPr был разработан для снижения требований к полосе пропускания сигнала при сохранении качества картинки.
S-Video и композитное видео смешивают сигналы вместе посредством электронного мультиплексирования. При этом, в большинстве случаев, качество восстановленного сигнала ухудшается по сравнению с оригиналом. Мультиплексированные сигналы смешиваются друг с другом и вызывают эффект размытия цветов на границе объектов (Dot crawl). YPbPr чётко разделяет сигналы, поэтому мультиплексирование не применяется, а декодированное изображение соответствует кодированному (за исключением потерь при передаче сигнала). Позволяет передавать изображение высокой чёткости до 1920x1080i.